# キューイチロー
キューイチローは、文化放送のマスコットキャラクター。誕生日は9月16日。

## 概要
文化放送のFM補完中継局(ワイドFM)が2015年12月7日に開局する為、ワイドFMのPRキャラクターとして発表された。
文化放送の地下倉庫に置かれていた九官鳥型ラジオで、ワイドFM開局に伴って魂が宿った。
名前の由来は、同局のワイドFMでの周波数である91.6MHz。同年3月に実施した、ワイドFM開局に伴って使用する同局の新ロゴマーク募集ポスターに描かれた、「FMはキューイチロー」と鳴き、首から「キューイチロー」の名札を掛けた鳥のイラストが、キャラクターの原形である。キューイチローの顔のパーツも91.6となっていて、身長や体重などの設定もこの91.6にちなんだものとなっている。
2015年9月15日にお披露目。同日にブログおよびtwitterアカウントを開設。翌16日には文化放送の各ワイド番組に生出演してラジオデビューを果たす。
その後は文化放送の番組や関連のイベント(浜祭、公開放送等)などに登場している。
2016年よりゆるキャラグランプリに出場している。
お給料は、きゅうり7本。